# Cavitatea uterină
Cavitatea uterină este interiorul uterului.
Are o formă triunghiulară, baza (cea mai largă parte) fiind formată din suprafața internă a fundus între orificiile tuburilor uterine, vârful orificiului intern al uterului prin care cavitatea corpului comunică cu canalul colului uterin Cavitatea uterină a corpului uterului este o simplă fantă, aplatizată antero-posterior.